# Beaumont-Gletscher
Der Beaumont-Gletscher ist ein großer Gletscher an der Black-Küste des Palmerlands auf der Antarktischen Halbinsel. Er fließt in nordöstlicher Richtung zum südwestlichen Abschnitt des Hilton Inlet.
Wissenschaftler der United States Antarctic Service Expedition (1939–1941) entdeckten und fotografierten ihn bei einem Überflug im Jahr 1940. Eine erneute Sichtung folgte bei der Ronne Antarctic Research Expedition (1947–1948) unter der Leitung des US-amerikanischen Polarforschers Finn Ronne. Dieser benannte den Gletscher nach der texanischen Stadt Beaumont, die in Verbindung mit der dort ansässigen Gesellschaft Daughters of the Republic of Texas die Forschungsreise unterstützt hatte.